# Zavortinkius
Zavortinkius is een muggengeslacht uit de familie van de steekmuggen (Culicidae).

## Soorten
- Z. brunhesi (Reinert, 1999)
- Z. brygooi (Brunhes, 1971)
- Z. fulgens (Edwards, 1917)
- Z. geoffroyi (Reinert, 1999)
- Z. huangae (Reinert, 1999)
- Z. interruptus (Reinert, 1999)
- Z. longipalpis (Grünberg, 1905)
- Z. monetus (Edwards, 1935)
- Z. mzooi (van Someren, 1962)
- Z. phillipi (van Someren, 1949)
- Z. pollinctor (Graham, 1910)